# Kétegyháza
Kétegyháza là một làng thuộc hạt Békés, Hungary. Làng này có diện tích 50,49 km², dân số năm 2010 là 4135 người, mật độ 82 người/km².